# Mutius (Adelsgeschlecht)

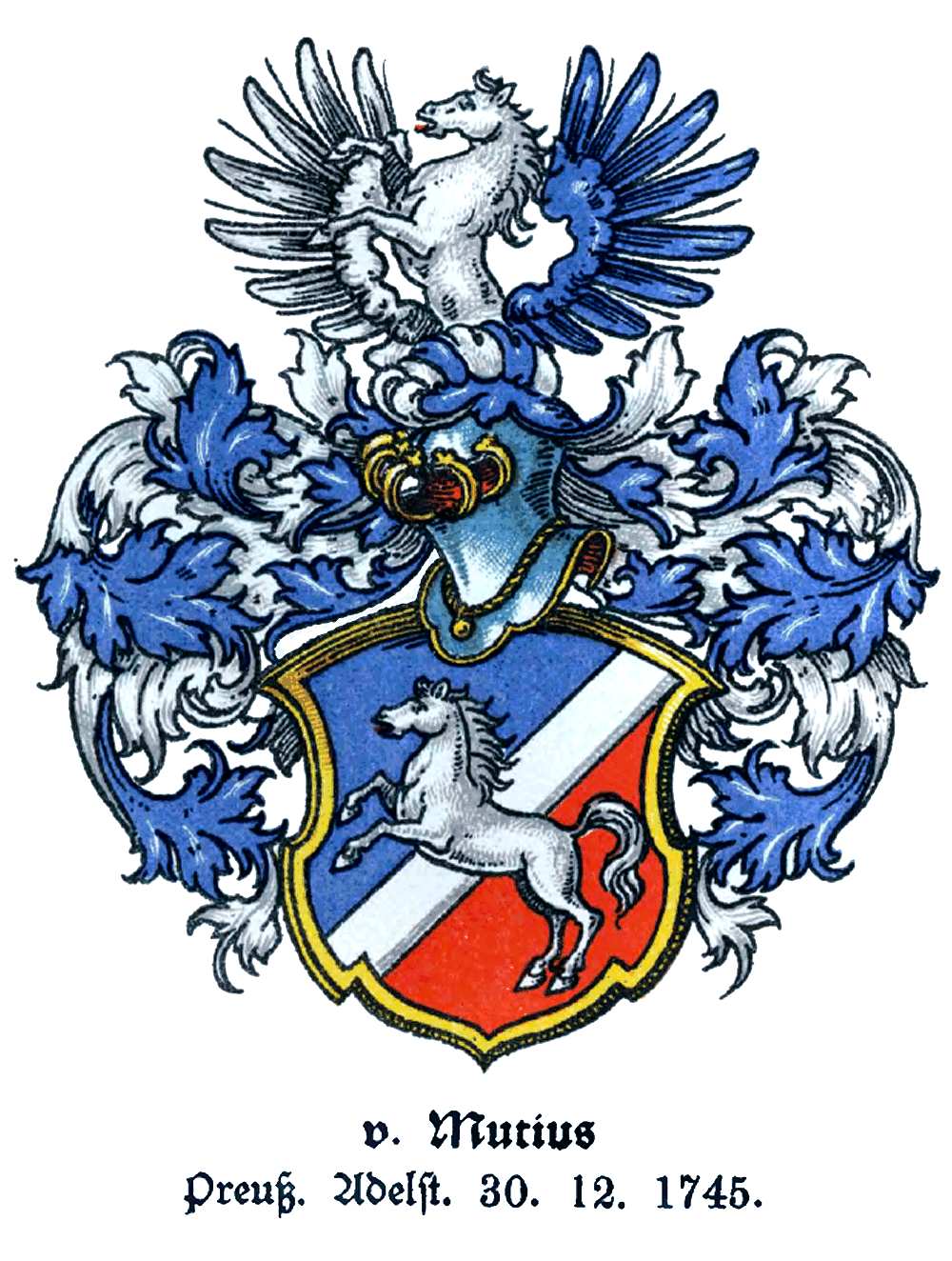
Wappen derer von Mutius

Mutius ist der Name eines briefadeligen schlesischen Geschlechts, das bis heute besteht.

## Geschichte
Das Geschlecht soll ursprünglich aus Italien stammen und stand seit dem 16. Jahrhundert in kaiserlichem Dienst. Philipp Jakob von Mutius auf Rohndorf († 1635) zeichnete sich als kaiserlicher Kavallerie-Offizier aus und erhielt von Kaiser Matthias um 1615 einen Wappenbrief. Angehörige des Geschlechts standen auch in hannoverschen und französischen Militärdiensten.
Franz Josef von Mutius (* 1704 in Glogau; † 1788 in Berthelsdorf), Hof- und Justizrat sowie Kanzler des Domstifts in Breslau, wurde, nachdem er unter Kaiser Karl VI. bereits königlich böhmischer Fiskal in den Erbfürstentümern Schweidnitz, Jauer und Liegnitz gewesen war, vom preußischen König Friedrich II. mit Adelsbrief vom 30. Dezember 1745 der preußische Adelsstand verliehen. Er erwarb 1751 Altwasser (Stary Zdrój).
Von seinen 17 Kindern starben viele früh; Josef Bernhard von Mutius (1751–1816) wurde Justizrat und Landesältester und vergrößerte den Landbesitz der Familie beträchtlich. In der Grafschaft Glatz erwarb er die Herrschaften Seitenberg (Stronie Śląskie) und Gellenau (Jeleniów) und in der Neumark das Rittergut Kertschütz und Wüstung. Bei der Thronbesteigung von König Friedrich Wilhelm III. vertrat er für die Landstände das Fürstentum Schweidnitz bei der Erbhuldigung in Berlin. Er starb unvermählt. Johann Karl Jakob von Mutius (* 25. Juli 1758; † 13. Mai 1816), Herr auf Börnchen und Thomaswaldau wurde Generalmajor der Kavallerie, pflanzte das Geschlecht in seiner Ehe, geschlossen zu Oels am 13. Oktober 1788 mit Charlotte Friederike, geb. Freiin von Lützow (* 23. Dezember 1758 in Neuwied; † 4. September 1811 auf Börnchen) fort. Seine Kinder, darunter Karl von Mutius (1790–1858), der Erbe der Güter von Josef Bernhard von Mutius, wurden evangelisch getauft. Auch sein jüngster Bruder Franz Josef Karl von Mutius (* 2. November 1765; † 17. Dezember 1849), Herr auf Berthelsdorf, Thiemendorf, Maureck, Kumern, Bischdorf, Eilau, Niklasdorf und Preilsdorf, Kammerherr und Landschaftsdirektor der Fürstentümer Schweidnitz und Jauer hatte aus seiner Ehe, geschlossen in Breslau am 8. Juli 1789 mit Wilhelmine, geb. Kracker von Schwartzenfeldt (* 6. November 177; † 5. Mai 1829) Nachkommen.
Im 19. Jahrhundert bekleideten Angehörige des Geschlechtes das Amt des Landesältesten der Fürstentümer Schweidnitz und Jauer und hatten oft hohe preußische Militärposten inne. Hans von Mutius (1825–1883) auf Gellenau heiratete Gerta von Bethmann-Hollweg (* 1831), eine Tochter von Moritz August von Bethmann-Hollweg. Dieser Ehe entstammten die Brüder Max (1865–1942) und Gerhard von Mutius (1872–1934).
Gellenau blieb bis 1945 im Besitz der Familie. Die letzten Familienangehörigen, darunter Dagmar von Mutius und Gerta Scharffenorth, geb. von Mutius-Gellenau, wurden erst im Herbst 1946 von dort vertrieben.
Der preußische Rittmeister Eugen von Mutius war 1864 in Besitz sämmtlicher vormaliger Güter seines Großvaters, des Grafen Gottlob Sigismund von Zedlitz-Leipe, nämlich Rosenthal, Mörschelwitz, Christelwitz und Bankwitz im Schweidnitzer Kreis und Albrechtsdorf im Breslauer Kreis, gekommen, nachdem seine Mutter Louise von Mutius, geborene Gräfin von Zedlitz-Leipe († 1864) bereits von ihrem Bruder die Güter Bankwitz und Christelwitz und er selbst 1851 die Güter Rosenthal und Mörschelwitz durch den Tod der Witwe seines Onkels geerbt hatte.

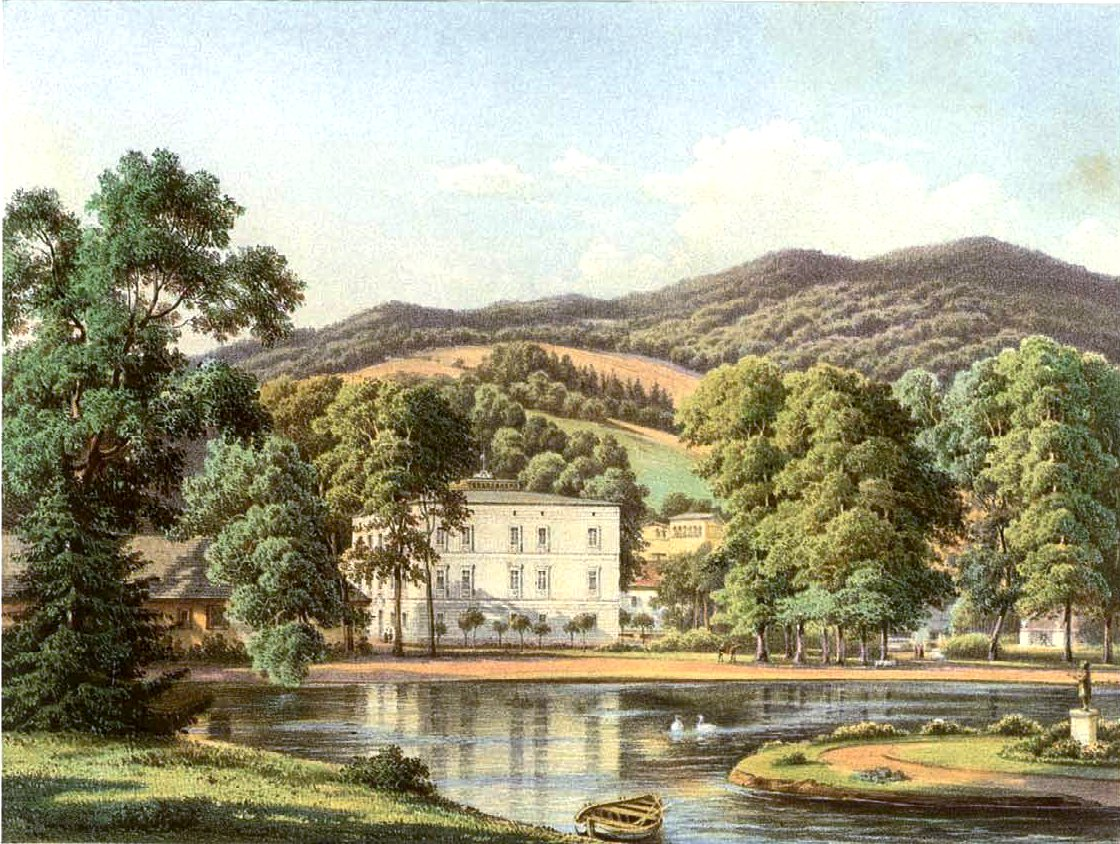
Gut Altwasser, Sammlung Alexander Duncker sen.

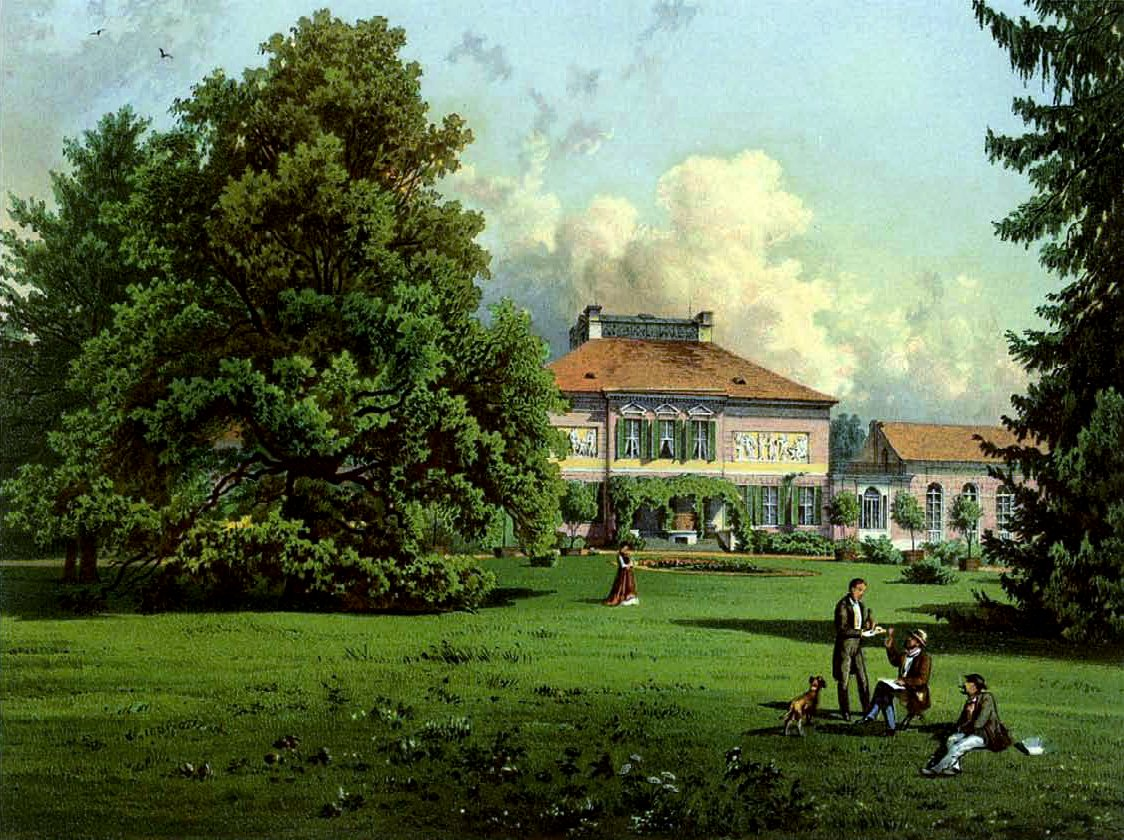
Gut Rosenthal, Sammlung Alexander Duncker sen.

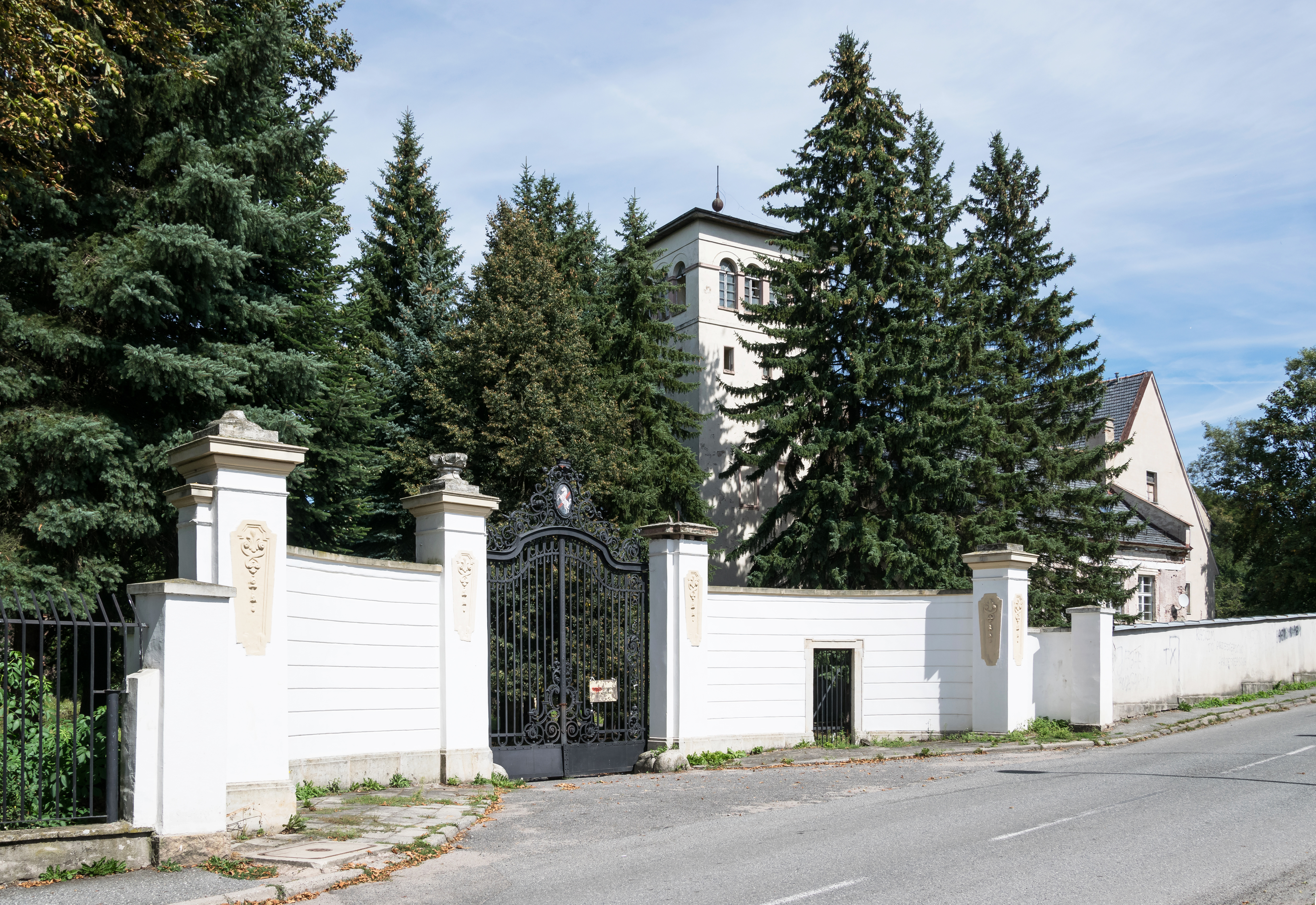
Eingangstor zum Schloss Gellenau

### Besitzungen
- Altwasser, Bärengrund, Bischdorf, Eilau, Kertschütz,
- Berthelsdorf, Thiemendorf, Maureck, Kumern, Bischdorf, Eilau, Niklasdorf und Preilsdorf
- Wüstung Henndorf
- In der Grafschaft Glatz:
  - Herrschaft Plomnitz, Kieslingswalde und Alt Waltersdorf
  - Herrschaft Seitenberg mit Biehlendorf, Kamnitz, Gompersdorf, Johannesberg, Klessengrund, Alt- und Neu-Mohrau, Mühlbach, Schreckendorf und Wilhelmsthal.
  - Herrschaft Gellenau mit Groß Georgsdorf, Klein Georgsdorf, Sackisch, Järker, Tanz, Tassau sowie der Kolonie Blasewey (ab 1945 Błażejów)

## Wappen
Das 1615 verliehene Wappen zeigt einen Schild, der durch einen silbernen Schräglinksbalken von Blau über Rot geteilt ist. Über das Ganze ein vollkommenes, zum Sprung gerichtetes Pferd ohne Zaum mit erhabenem Schweife. Den Schild bedeckt ein blau angelaufener und rot ausgeschlagener, offener ritterlicher Turnierhelm mit fünf goldenen Bügeln und anhängendem gleichmäßigen Kleinod, auch mit einem wechselweise silbern und blau gewundenen Wulst belegt, aus dem ein halbes zum Sprung gerichtetes silbernes Pferd zwischen zwei Adlerflügeln hervorsteigt, von denen der rechte silbern und der linke blau ist. Die Helmdecken sind an beiden Seiten silbern und blau.
Das 1745 verliehene Wappen zeigt innerhalb eines goldenen Schildrands im von Blau über Rot durch einen schräglinken silbernen Balken geteilten Felde ein springendes weißes, ungezäumtes Pferd. Auf dem gekrönten Helm mit blau-silbernen Decken ein springendes weißes Pferd zwischen offenem, vorn silbernem und hinten blauem Flug.

### Wappendarstellungen

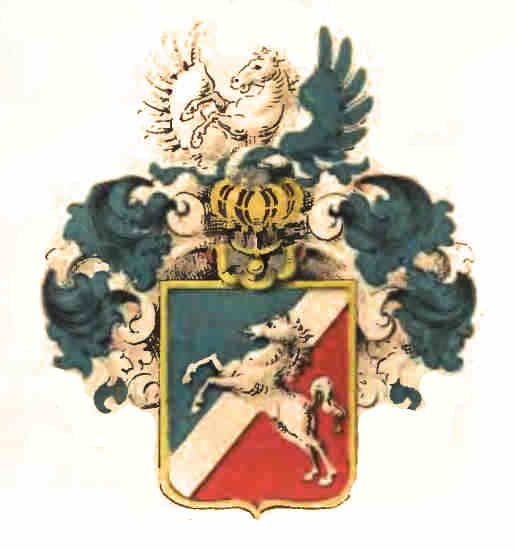
Wappen (1745) nach Schlesisches Wappenbuch (1847)
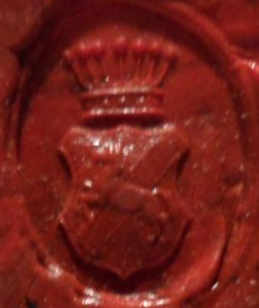
Wappensiegel der Mutius mit Freiherrenkrone

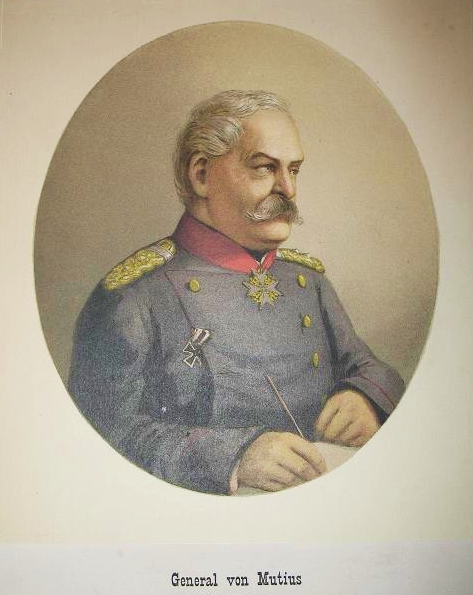
General Louis von Mutius

## Bekannte Familienmitglieder
- Johann Karl von Mutius (1758–1816), preußischer Generalmajor, Vater von Louis
- Louis von Mutius (1796–1866), preußischer General der Kavallerie
- Peter von Mutius (1828–1904), preußischer Generalmajor
- Wilhelm von Mutius (1832–1918), preußischer Generalleutnant
- Albert von Mutius (1862–1937), preußischer Generalleutnant
- Maximilian von Mutius (1865–1942), preußischer Generalmajor
- Gerhard von Mutius (1872–1934), Diplomat
- Theodor von Mutius (1909–1977), deutscher Flottillenadmiral
- Gerta Scharffenorth, geb. von Mutius (* 1912), Politologin und Theologin
- Bernhard Ludwig von Mutius (1913–1979), Sekretär des Deutschen Volkskongresses
- Albrecht von Mutius (1915–1985), evangelischer Theologe
- Carl von Mutius (* 1918), Offizier und Pressereferent in der deutschen UN-Vertretung in Genf
- Dagmar von Mutius (1919–2008), Schriftstellerin
- Franz von Mutius (1925–2011), Verwaltungsjurist
- Albert von Mutius (* 1942), Rechtswissenschaftler
- Bernhard von Mutius (* 1949), Philosoph und Sozialwissenschaftler
- Hans-Georg von Mutius (* 1951), Judaist
- Erika von Mutius (* 1957), Medizinerin und Hochschullehrerin